# 福山燒豬
福山燒豬或稱福山燒乳豬，是海南島澄迈县福山镇的名菜。燒豬小的2至3斤，大至50斤，其特色在於50斤燒豬而能燒至外皮酥脆鬆。

## 製作方法
將猪隻洗淨後，从内腔劈开，使猪身呈平板状，用八角、五香、南乳等混和的香料匀涂在猪腔内，腌製30分钟後挂起風乾，之後用沸水淋遍猪身使豬皮绷紧，再在豬皮上刷上糖水，最後的步驟是在炭火上原隻燒烤。